# Diócesis de Carúpano
La diócesis de Carúpano (en latín: Dioecesis Carupanensis) es una circunscripción eclesiástica de la Iglesia católica en Venezuela. Se trata de una diócesis latina, sufragánea de la arquidiócesis de Cumaná. Desde el 10 de abril de 2010 su obispo es Jaime Villarroel Rodríguez.

## Territorio y organización
La diócesis tiene 5818 km² y extiende su jurisdicción sobre los fieles católicos de rito latino residentes en 9 municipios del estado Sucre ubicados principalmente en la península de Paria: Andrés Eloy Blanco, Andrés Mata, Arismendi, Benítez, Bermúdez, Cajigal, Libertador, Mariño y Valdez.
La sede de la diócesis se encuentra en Carúpano, en donde se halla la Catedral de Santa Rosa de Lima.
En 2021 en la diócesis existían 24 parroquias.

## Historia
La diócesis fue erigida el 4 de abril de 2000 mediante la bula Plerique sacrorum del papa Juan Pablo II, obteniendo el territorio de la arquidiócesis de Cumaná. El obispo Manuel Felipe Díaz Sánchez tomó posesión el 13 de julio de 2000. La diócesis comenzó con diecinueve parroquias y quince sacerdotes. Contaba además con la presencia de seis comunidades religiosas femeninas.
La diócesis acogió el Plan de Renovación Pastoral que había sido iniciado por la arquidiócesis de Cumaná, y que cuenta con la asesoría del Movimiento por un Mundo Mejor. Este plan ha permitido la realización de una acción pastoral y evangelizadora más orgánica y planificada, a pesar de las naturales carencias de una diócesis que se inicia.
Entre 2000 y 2007 fueron creadas las siguientes circunscripciones: vicarías de N. S. de Lourdes, en Charallave, y San Isidro Labrador, en El Muco (2001); parroquias de N. S. de Coromoto, en Carúpano (2004), de N. S. de Lourdes, en Campo Claro (2006) y del Sagrado Corazón de Jesús, en Guaraúnos (2007). En 2002 se reestructuraron las zonas pastorales, con las siguientes denominaciones: Santa Rosa de Lima (este de Carúpano y zonas aledañas); N. S. de Coromoto (oeste de Carúpano y zonas aledañas); San José (península de Paria).
El 16 de julio de 2020, la Congregación para el Culto Divino y la Disciplina de los Sacramentos confirmó a Nuestra Señora del Pilar como patrona principal de la diócesis.
Se han ordenado dieciocho sacerdotes para el servicio de la diócesis. Se incorporaron tres comunidades religiosas femeninas: misioneras eucarísticas guadalupanas, dominicas de la Presentación e Hijas de la Altagracia, y se fundó una Asociación de mujeres consagradas, con vistas a la formación de un instituto religioso.

## Estadísticas
Según el Anuario Pontificio 2022 la diócesis tenía a fines de 2021 un total de 536 560 fieles bautizados.
| Año                                                                             | Población            | Población | Población      | Sacerdotes | Sacerdotes    | Sacerdotes    | Bautizados por sacerdote | Diáconos permanentes | Religiosos | Religiosos | Parroquias |
| Año                                                                             | Bautizados católicos | Total     | % de católicos | Total      | Clero secular | Clero regular | Bautizados por sacerdote | Diáconos permanentes | Varones    | Mujeres    | Parroquias |
| ------------------------------------------------------------------------------- | -------------------- | --------- | -------------- | ---------- | ------------- | ------------- | ------------------------ | -------------------- | ---------- | ---------- | ---------- |
| 2000                                                                            | 389 000              | 399 892   | 97.3           | 17         | 12            | 5             | 22 882                   |                      | 5          | 22         | 12         |
| 2001                                                                            | 395 093              | 415 887   | 95.0           | 16         | 12            | 4             | 24 693                   |                      | 4          | 18         | 19         |
| 2002                                                                            | 415 963              | 418 887   | 99.3           | 15         | 12            | 3             | 27 730                   |                      | 3          | 20         | 19         |
| 2003                                                                            | 424 282              | 427 263   | 99.3           | 18         | 15            | 3             | 23 571                   |                      | 3          | 13         | 20         |
| 2004                                                                            | 429 107              | 432 147   | 99.3           | 21         | 17            | 4             | 20 433                   |                      | 4          | 17         | 20         |
| 2006                                                                            | 435 000              | 440 400   | 98.8           | 18         | 15            | 3             | 24 166                   |                      | 3          | 19         | 20         |
| 2013                                                                            | 483 000              | 489 000   | 98.8           | 20         | 20            |               | 24 150                   |                      |            | 13         | 23         |
| 2016                                                                            | 503 812              | 509 894   | 98.8           | 32         | 31            | 1             | 15 744                   |                      | 1          | 13         | 21         |
| 2019                                                                            | 523 700              | 530 000   | 98.8           | 25         | 25            |               | 20 948                   |                      |            |            | 22         |
| 2021                                                                            | 536 560              | 543 000   | 98.8           | 27         | 27            |               | 19 872                   |                      |            | 4          | 24         |
| Fuente: Catholic-Hierarchy, que a su vez toma los datos del Anuario Pontificio. |                      |           |                |            |               |               |                          |                      |            |            |            |

## Episcopologio
- Manuel Felipe Díaz Sánchez (4 de abril de 2000-10 de diciembre de 2008 nombrado arzobispo de Calabozo)
- Jaime Villarroel Rodríguez, desde el 10 de abril de 2010[nota 1]